# Tyvuddens naturreservat
Tyvudden är ett naturreservat i Trosa kommun i Södermanlands län.
Området är naturskyddat sedan 2015 och är 503 hektar stort. Reservatet omfattar fastland, öar och hav. Landområdena består av lövskog med gamla ädellövträd och barrskog med naturskogskaraktär. 